# Coniopteryx (Coniopteryx) compressa
Coniopteryx (Coniopteryx) compressa is een insect uit de familie dwerggaasvliegen (Coniopterygidae), die tot de orde netvleugeligen (Neuroptera) behoort. De soort komt voor in China.